# Fédération (informatique)
Pour les articles homonymes, voir Fédération.
Une fédération est un groupe de fournisseurs informatique ou de réseaux qui s'accordent sur des normes de fonctionnement (« physique » ou/et logiciel) de manière collective.
Le terme peut être utilisé pour décrire l'interfonctionnement de deux réseaux de télécommunications distincts, formellement déconnectés, qui peuvent avoir des structures internes différentes. Le terme cloud fédéré fait référence à la facilitation de l'interconnexion de deux ou plusieurs clouds informatiques géographiquement séparés.
Le terme peut également être utilisé lorsque des groupes tentent de déléguer une autorité collective de développement pour éviter la fragmentation.
Dans une interconnexion de télécommunications, le mode opératoire interne des différents systèmes n'est pas pertinent pour l'existence d'une fédération.
Deux réseaux distincts opérant une jonction ; Yahoo! et Microsoft ont annoncé que Yahoo! Messenger et MSN Messenger seraient interopérables.
Autorités collectives :
- le consortium MIT X fut fondé en 1988 pour éviter la fragmentation lors du développement du système X Window ;
- OpenID, une forme d' identité fédérée.

Dans les systèmes réseau, être fédéré signifie que les utilisateurs peuvent envoyer des messages d'un réseau à l'autre. Ce n'est pas la même chose que d'avoir un client qui peut fonctionner avec les deux réseaux mais interagit avec les deux indépendamment. 
Par exemple, en 2009, Google autorisé les utilisateurs de GMail à se connecter à leurs comptes AOL Instant Messenger (AIM) à partir de GMail. On ne pouvait pas envoyer de messages à partir de comptes GTalk ou XMPP (avec lesquels Google / GTalk est fédéré - le jargon XMPP pour la fédération est s2s, que les implémentations de Facebook et MSN Live ne prennent pas en charge ) aux profils AIM, et vice versa. En mai 2011, AIM et Gmail se sont fédérés, permettant aux utilisateurs de chaque réseau de s'ajouter et de communiquer entre eux.